# Cyphonia flava
Cyphonia flava är en insektsart som beskrevs av Hermann Burmeister. Cyphonia flava ingår i släktet Cyphonia och familjen hornstritar. Inga underarter finns listade i Catalogue of Life.